# Liste der Kulturdenkmäler in Steinefrenz
In der Liste der Kulturdenkmäler in Steinefrenz sind alle Kulturdenkmäler der rheinland-pfälzischen Ortsgemeinde Steinefrenz aufgeführt. Grundlage ist die Denkmalliste des Landes Rheinland-Pfalz (Stand: 21. Dezember 2021).

## Einzeldenkmäler
| Bezeichnung                     | Lage                                  | Baujahr                           | Beschreibung | Bild                           |
| ------------------------------- | ------------------------------------- | --------------------------------- | --- | ------------------------------ |
| Kirchenruine St. Matthias       | Alte Kirchstraße, hinter Nr. 3 b Lage | 1746                              | Ruine der ehemaligen katholischen Pfarrkirche St. Matthias; kreuzförmiger Bruchsteinbau, 1746                                        | weitere Bilder Fotos hochladen |
| Wohnhaus                        | Alte Kirchstraße 11 Lage              | erste Hälfte des 18. Jahrhunderts | Fachwerkhaus mit erhöhtem Niederlass, teilweise massiv, erste Hälfte des 18. Jahrhunderts                                            | weitere Bilder Fotos hochladen |
| Wegekreuz                       | Hauptstraße, bei Nr. 5 Lage           |                                   | Kruzifix; Chronogramm des 20. Jahrhunderts, Erscheinungsbild jedoch älter                                                            | Fotos hochladen                |
| Wohnhaus                        | Hauptstraße 17 Lage                   | um 1700                           | Fachwerkhaus, teilweise massiv, erste Hälfte des 18. oder noch 17. Jahrhundert; Gesamtanlage mit Scheune und Gastwirtschaft, um 1900 | Fotos hochladen                |
| Katholische Kirche St. Matthias | Hauptstraße 29 Lage                   | 1914                              | neuromanischer Bruchsteinsaal, 1914; Gesamtanlage mit wohl bauzeitlichem Pfarrhaus und Kriegerdenkmal 1914/18 von 1924               | weitere Bilder Fotos hochladen |